# サン・レウチョ・デル・サンニオ
サン・レウチョ・デル・サンニオ（イタリア語: San Leucio del Sannio）は、イタリア共和国カンパニア州ベネヴェント県にある、人口約3,100人の基礎自治体（コムーネ）。

## 地理

### 位置・広がり
ベネヴェント県のコムーネ。県都ベネヴェントから南南西へ6kmの距離にある。

#### 隣接コムーネ
隣接するコムーネは以下の通り。
- アポッローザ
- ベネヴェント
- チェッパローニ
- サンタンジェロ・ア・クーポロ

## 行政

### 分離集落
サン・レウチョ・デル・サンニオには、以下の分離集落（フラツィオーネ）がある。
- Amicoli, Ariarelli, Cavuoti, Ciardelli, Confini, Facchiani, Feleppi, Fievo, Maccabei, Merici, Piano Alfieri, Pietrizolli, Rizzi, San Leucio, San Marcello, Santa Maria, Valle, Vardaro-Alvanelle, Verdini, Vigne, Zolli